# Sud-Ouest Djinn
El Sud-Ouest S.O.1221 Djinn fue un helicóptero ligero biplaza francés diseñado y fabricado por el constructor aeronáutico Sud-Ouest, que más tarde se convirtió en Sud Aviation. Fue el primer helicóptero francés de desarrollo indígena, así como uno de los primeros helicópteros prácticos europeos en ser producido. También fue la primera rotonave en aprovechar la propulsión a reacción de punta en entrar en producción
El Djinn fue desarrollado para funcionar como una implementación práctica de la anterior rotonave experimental Sud-Ouest Ariel. Atípicamente, los rotores eran propulsados por reactores de aire comprimido situados al final de cada pala, lo que tenía el beneficio de  eliminar la necesidad de un rotor de cola antipar. El 2 de enero de 1953, el prototipo S.O.1220 realizó su primer vuelo; fue seguido por el primero de los prototipos del S.O.1221 Djinn el 16 de diciembre de 1953. Durante el subsiguiente programa de pruebas, uno de los prototipos fue registrado por haber alcanzado un récord mundial de altitud.
Habiendo sido adecuadamente impresionados por las prestaciones del Djinn durante las pruebas, tanto el Ejército francés como el alemán decidieron comprar el modelo, así como una serie de otros clientes. Operacionalmente, el modelo fue usado para realizar varios tareas, incluyendo enlace, observación aérea, entrenamiento y evacuación de bajas. El Djinn fue retirado de la producción durante los años sesenta como consecuencia del mayor éxito de los comparativamente más convencionales helicópteros Aérospatiale Alouette II y Alouette III.

## Desarrollo
Las experiencias positivas ganadas con el anterior helicóptero experimental de reactores en punta Ariel habían provocado en la compañía de aviación francesa Sud-Ouest un fuerte deseo de continuar el desarrollo de un helicóptero ligero práctico que llevara esta tecnología. De los esfuerzos realizados hacia este objetivo surgió el diseño de una rotonave ligera biplaza, que fue designada prontamente como S.O.1221 Djinn. Aunque este nuevo diseño no compartía un sistema de reactores en punta idéntico al del Ariel, el modelo se basó en el mismo concepto básico de alimentar con aire comprimido, que era generado por un compresor a bordo, a las puntas de las palas del rotor del vehículo para generar el movimiento de las mismas.
Un prototipo monoplaza, designado S.O.1220, fue construido para hacer de bancada aérea del concepto de propulsión de la rotonave. El 2 de enero de 1953, el S.O.1220, que era una estructura simple descubierta con un asiento expuesto para el piloto, realizó su primer vuelo; los primeros vuelos de pruebas de la rotonave demostraron la viabilidad del sistema de propulsión. De acuerdo con esto, se decidió continuar con la producción de cinco prototipos biplaza, designados como S.O.1221; el primero de estos voló el 16 de diciembre de 1953. En unos pocos días, uno de los prototipos había ascendido a una altitud registrada de 4789 m (15 712 pies) para establecer un récord en su clase.
A finales de los años 50, una versión mejorada del Djinn, designada provisionalmente como Djinn III o Super Djinn, fue estudiada por Sud Aviation, que mantenía la intención de  continuar el desarrollo del modelo en ese momento. Según lo previsto, las modificaciones presentadas en la proyectada versión Super Djinn habrían incluido la adopción de un nuevo motor Turbomeca Palouste IV; junto con otros cambios, habría poseído mayor potencia y autonomía que el modelo de producción original.

## Diseño

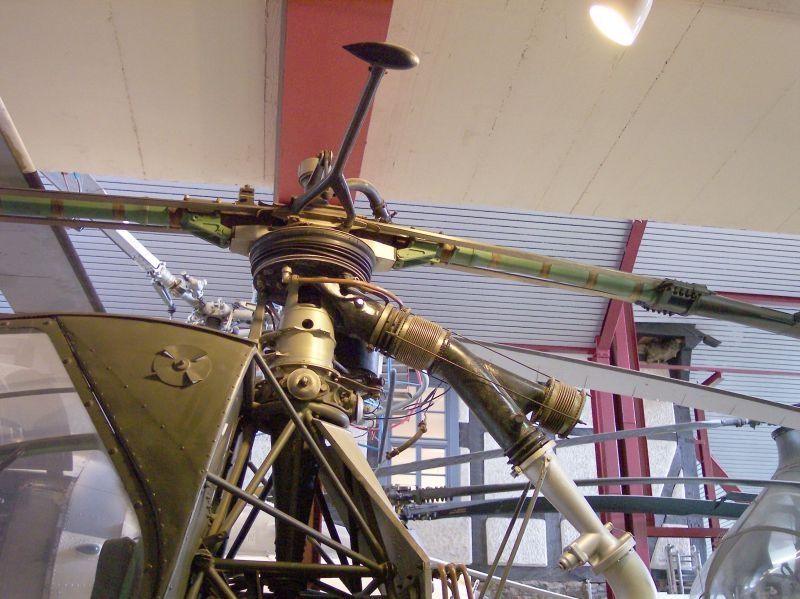
Primer plano de la sección superior y rotor del Djinn.

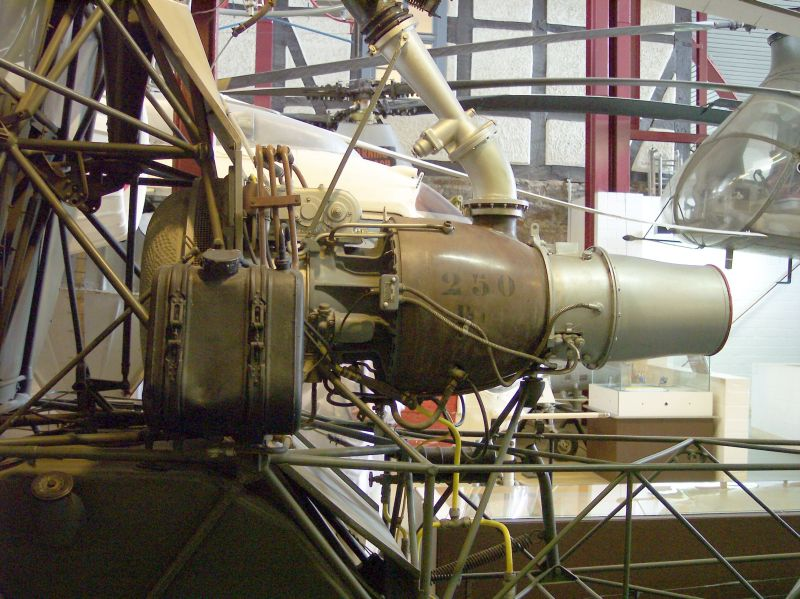
Un turbocompresor Turbomeca Palouste IV preservado.

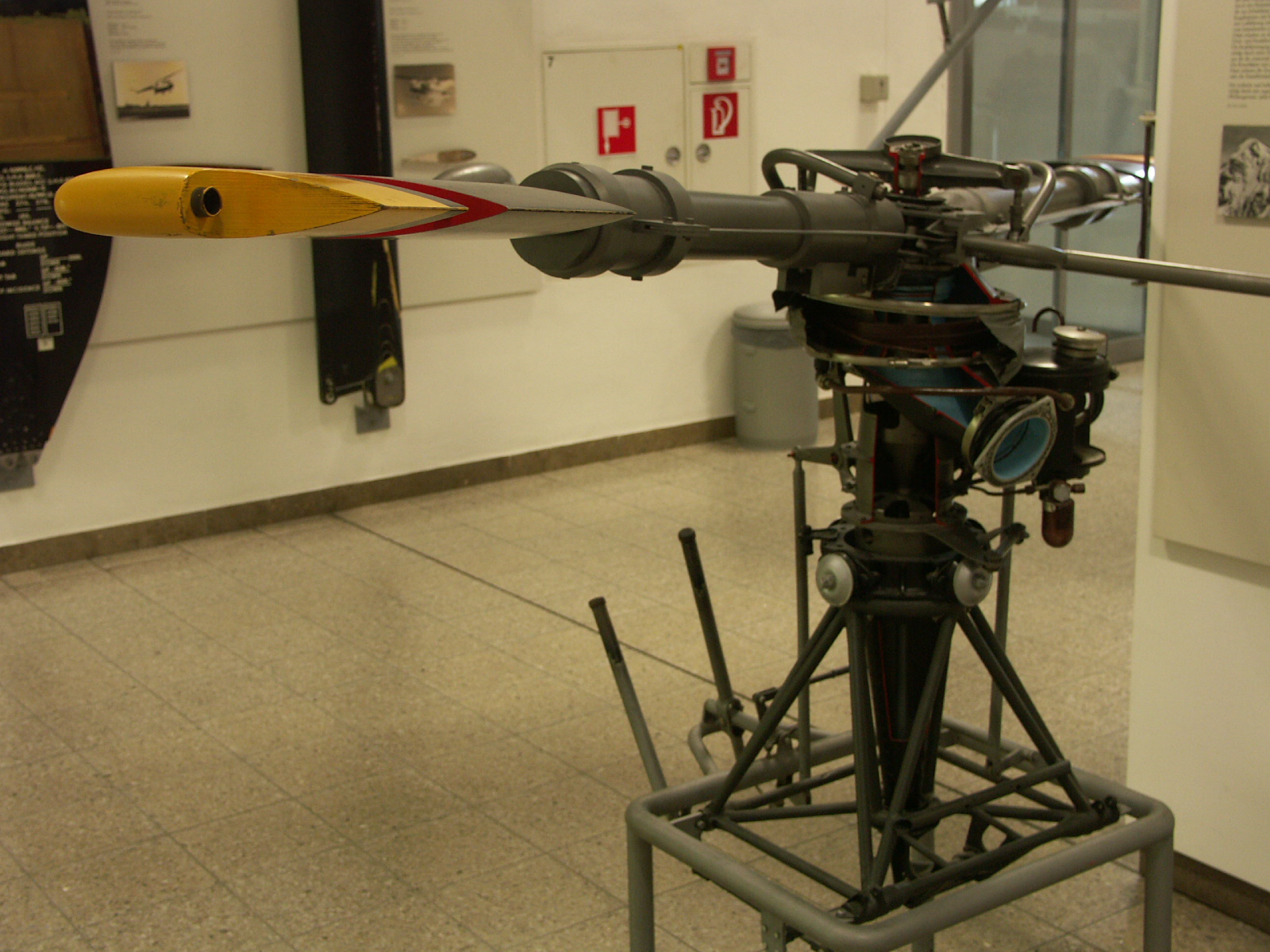
Vista de un soporte y pala de rotor del Djinn.

El Sud-Ouest Djinn fue la primera rotonave propulsada por reactores de punta de pala en entrar en producción. Como tal, el sistema de propulsión incluía un motor de turbina de gas Turbomeca Palouste que propulsaba un compresor para producir aire comprimido, que a su vez alimentaba las huecas palas del rotor de la aeronave para salir por sus puntas, induciendo el giro de las mismas como consecuencia. El ensamblaje del eje del rotor, que oscilaba libremente alrededor de un engranaje esférico, estaba montado sobre un pilar de acero mediante una rótula y amortiguadores de goma. A diferencia de algunos de los diseños experimentales de reactor de punta de pala de la época, se usaba un reactor de punta “frío”, lo que significaba que no había actividad de combustión presente en las toberas de escape instaladas en los finales de las palas del rotor. Consecuentemente, las toberas producían poco ruido en su operación, y fueron declaradas por Sud-Ouest como  “silenciosas”.
Las palas del rotor totalmente metálicas, a través de las cuales el aire comprimido viajaba para ser eyectado por las puntas, consistían en un larguero de espesor decreciente, un borde de fuga con estructura de panal de abeja, y presentaba raíces carenadas para aumentar su coeficiente de sustentación. Se afirmó que las palas poseían una estructura altamente homogénea, una superficie muy acabada y un perfil constante, y podían ser desmontadas fácilmente para facilitar la inspección del larguero principal. Adicionalmente, la pala no tenía el riesgo de congelación como consecuencia del desplazamiento interno del aire caliente que la atravesaba. El Djinn usaba controles de vuelo relativamente estándares, como el control de paso colectivo (sobre el que se colocó el mando de gases) y compensadores de fricción ajustables.
Aparte de su método de propulsión, el Djinn era un helicóptero relativamente convencional, presentando una configuración biplaza lado a lado en una cabina cerrada. Esta estaba provista de una serie de paneles de plexiglás, que proporcionan a los ocupantes un alto nivel de visibilidad en redondo. Directamente detrás de la cabina estaba el único motor Palouste de la rotonave. El motor carecía de electrónica y tenía que ser arrancado a mano con una manivela localizada en el lado de estribor del fuselaje. El Djinn poseía la habilidad de volar con grandes sobrepesos durante 5 segundos manipulando correctamente la energía cinética acumulada en el rotor; esta técnica “de salto” fue utilizada exitosamente para conseguir la certificación para que pudiera ser operado llevando pesadas cargas, pudiendo representar algunas de las cuales hasta el 54 % del peso cargado general de la rotonave.
El Djinn presentaba una cabina biplaza como estándar, en la que el piloto y el pasajero podían ser acomodados. Se podía instalar una serie de equipos especializados para adaptarse a las tareas de misión, como portacamillas, barras pulverizadoras, equipos de radio, sistemas eléctricos, depósitos de combustible adicionales, y un gancho de carga. Parecido al posterior helicóptero Aérospatiale Alouette II, el Djinn hacía un considerable uso de sistemas neumáticos. Según la publicación aeroespacial Flight International, se habían conseguido considerables ahorros de peso en la rotonave gracias al uso de aire sangrado para operar varios indicadores y funciones de cabina, incluyendo los instrumentos de vuelo a ciegas, indicadores de combustible, calefacción de la cabina, sistema antivaho del parabrisas, compensadores, montacargas de rescate aéreo/marítimo y equipo de fumigación.
La rotonave estaba equipada con un puro de cola sin recubrimiento, equipado con dos colas gemelas y un timón; el control direccional y la estabilidad del vehículo eran proporcionados por la deflexión controlada de los gases de escape del motor. Como consecuencia del método de propulsión del rotor libre de par, el Djinn no requería la presencia de un rotor de cola antipar. Un simplista dispositivo de patines gemelos equipados con ruedas también estaba presente; era retráctil mediante la misma manivela manual usada para el arranque del motor. El Djinn también podía ser desplegado con múltiple armamento. En las tareas de ataque al suelo, podía ser equipado con una única ametralladora, que era manejada desde el segundo asiento de la cabina. Para la guerra antitanque, el Djinn era capaz de ser equipado con un misil guiado; cuando se desplegaba de una manera efectiva contra un adversario, el fabricante afirmaba que la combinación de ver a su adversario y defenderse a sí mismo durante la prevista alta velocidad de los enfrentamientos era extremadamente difícil para un carro enemigo.

## Historia operacional
Habiendo observado el desarrollo del Djinn con considerable interés, el Ejército francés fomentó la construcción de un lote de producción de 22 helicópteros, que fueron usados con propósitos de evaluación. La primera de estas aeronaves de preproducción voló el 23 de septiembre de 1954. Tres de los helicópteros de preproducción fueron posteriormente adquiridos por el Ejército de los Estados Unidos, designándolos como YHO-1, con el propósito de que participaran en su propia serie de pruebas; según el autor de aviación Stanley S. McGowen, el Ejército estadounidense mostró poco interés en el modelo. Según el autor Wayne Mutza, el Ejército estadounidense había encontrado el YHO-1 como una excelente plataforma de armas, pero se había visto obligado a abandonar el interés en el programa por la oposición política a la compra de una rotonave que no tuviera orígenes  estadounidenses.
El Ejército francés ordenó un total de 100 helicópteros. El Djinn fue operado por el Ejército francés en una serie de misiones; como enlace, observación, entrenamiento; cuando era  volado por un solo piloto, podía ser equipado con dos camillas externas para realizar la misión de evacuación de bajas. Además de los militares franceses, diez países más ordenaron el modelo; un lote de 6 rotonaves fue producido para el Ejército alemán. La producción del Djinn finalizó a mitad de los años 60, para entonces se había construido un total de 168 Djinn; el modelo había sido reemplazado efectivamente por el más convencional y muy exitoso Aérospatiale Alouette II. Algunos Djinn fueron vendidos a operadores civiles; de esta forma, fueron a menudo equipados para realizar tareas agrícolas, dotados con depósitos químicos y barras pulverizadoras.

## Variantes
S.O.1220
Prototipo de helicóptero ligero monoplaza.
S.O.1221 Djinn
Versión biplaza del S.O.1220.

## Operadores
Alemania
- Ejército: 8 aparatos para evaluación.

 Estados Unidos
- Ejército de los Estados Unidos: 3 ejemplares para evaluación como YHO-1.

 Francia
- Ejército del Aire
- Ejército de Tierra[16]

 Suiza
- Fuerza Aérea Suiza: 4 aparatos para evaluación.

## Especificaciones
Referencia datos: The Illustrated Encyclopedia of Aircraft

### Características generales
- Tripulación: 1- 2 tripulantes
- Longitud: 5,3 m (17,4 ft)
- Diámetro rotor principal: 11 m (36,1 ft)
- Altura: 2,6 m (8,5 ft)
- Área circular: 95 m² (1022,9 ft²)
- Peso vacío: 360 kg (793,4 lb)
- Peso cargado: 800 kg (1763,2 lb)
- Planta motriz: 1× turbocompresor Turbomeca Palouste IV.
  - Potencia: 179 kW (247 HP; 243 CV)

### Rendimiento
- Velocidad nunca excedida (Vne): 130 km/h (81 MPH; 70 kt)
- Alcance: 220 km (119 nmi; 137 mi)
- Techo de vuelo: 3000 m (9843 ft)

### Desarrollos relacionados
- Rotor de reacción

### Aeronaves similares
- Fairey Ultra-light Helicopter
- Percival P.74

### Secuencias de designación
- Secuencia SO._ (interna de Sud-Ouest): ← SO.1100 - SO.1110 - SO.1120 - SO.1220 - SO.1310 - SO.3050 - SO.4000 →
- Secuencia HO-_ (Helicópteros de Observación del Ejército estadounidense, 1956-1962): HO-1 - HO-2 - HO-3 - HO-4 →

### Listas relacionadas
- Anexo:Aeronaves de la Fuerza Aérea de los Estados Unidos (históricas y actuales)